# Alférez de navío

Divisas de alférez de navío de la Armada Española.

Alférez de navío es un grado militar de la Armada equivalente a teniente en otros ejércitos.
En España lleva un galón de 14 mm con coca.
En Uruguay lleva un galón de 7 mm y sobre este uno de 14 mm con coca.
En la Armada Española y en la Armada Nacional de Uruguay es un empleo mayor que Alférez de fragata, e inferior a Teniente de navío.
En la Armada venezolana constituye el primer rango dentro de los oficiales, inferior al Teniente de Fragata. Es el equivalente al Teniente en los otros componentes de la Fuerza Armada Nacional.